# Kirkwall
Kirkwall (gaélico escocés: Baile na h-Eaglais escocés: Kirkwaa o Kirkwal norn: Kirkavå) es la villa más grande y la capital de las islas Órcadas, en Escocia. Está situada en el sureste de la isla Mainland, en el cruce de las carreteras A960, A961, A963, A964 y A965.(del nrn: Kirkavå)

## Etimología
La primera vez que fue mencionada Kirkwall, fue en la obra histórica saga Orkneyinga en 1046. El nombre viene del nórdico Kirkjuvagr («la bahía de la iglesia»). Este nombre se hizo Kirkvoe, y luego Kirkwaa. Los ingleses pensaban que «waa» venía del término escocés wa (muralla), y lo cambiaron por su equivalente inglés wall. De este modo, el nombre acabó siendo Kirkwall.

## Población
En el censo de 2001 Kirkwall tenía una población de 6206 habitantes, la mayoría nacida en Escocia (89,88 %, media nacional de 87.15 %) y 7.49 % nacida en Inglaterra (menos que la media nacional de 8,08 %). Solamente el 0.35 % de la población habla gaélico escocés (media nacional de 1.16 %).

## Villa

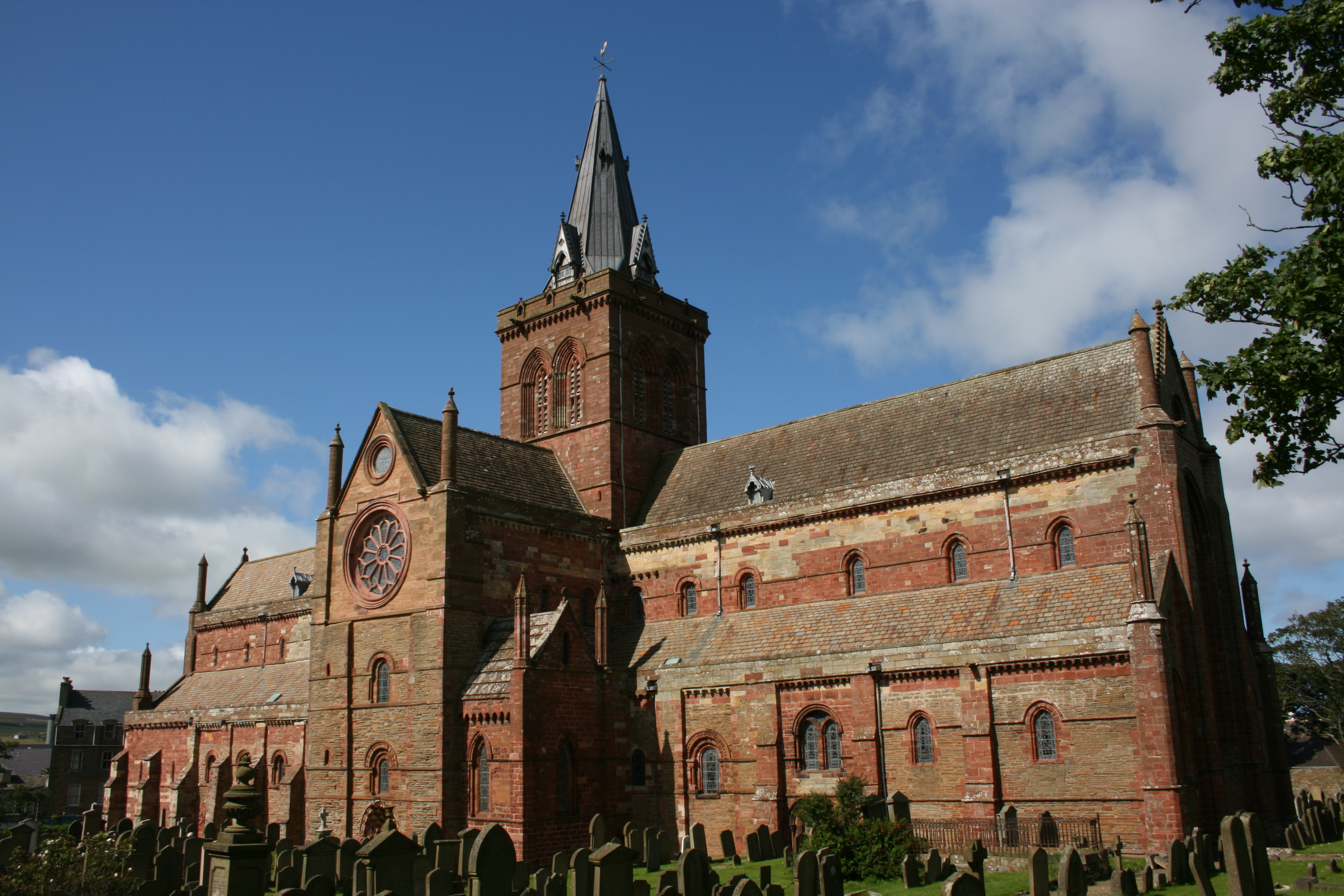
Catedral de San Magnus, Kirkwall.

En el pueblo hay dos museos, un palacio y una catedral, la catedral de San Magnus. Hay una línea de transbordadores a Aberdeen en tierra firme escocesa, y otra que enlaza Kirkwall con Lerwick, la capital de las islas Shetland. Hay también un aeropuerto con servicios a la capital escocesa, Edimburgo; que es la segunda ciudad más grande de Escocia después de Glasgow.

## Galería

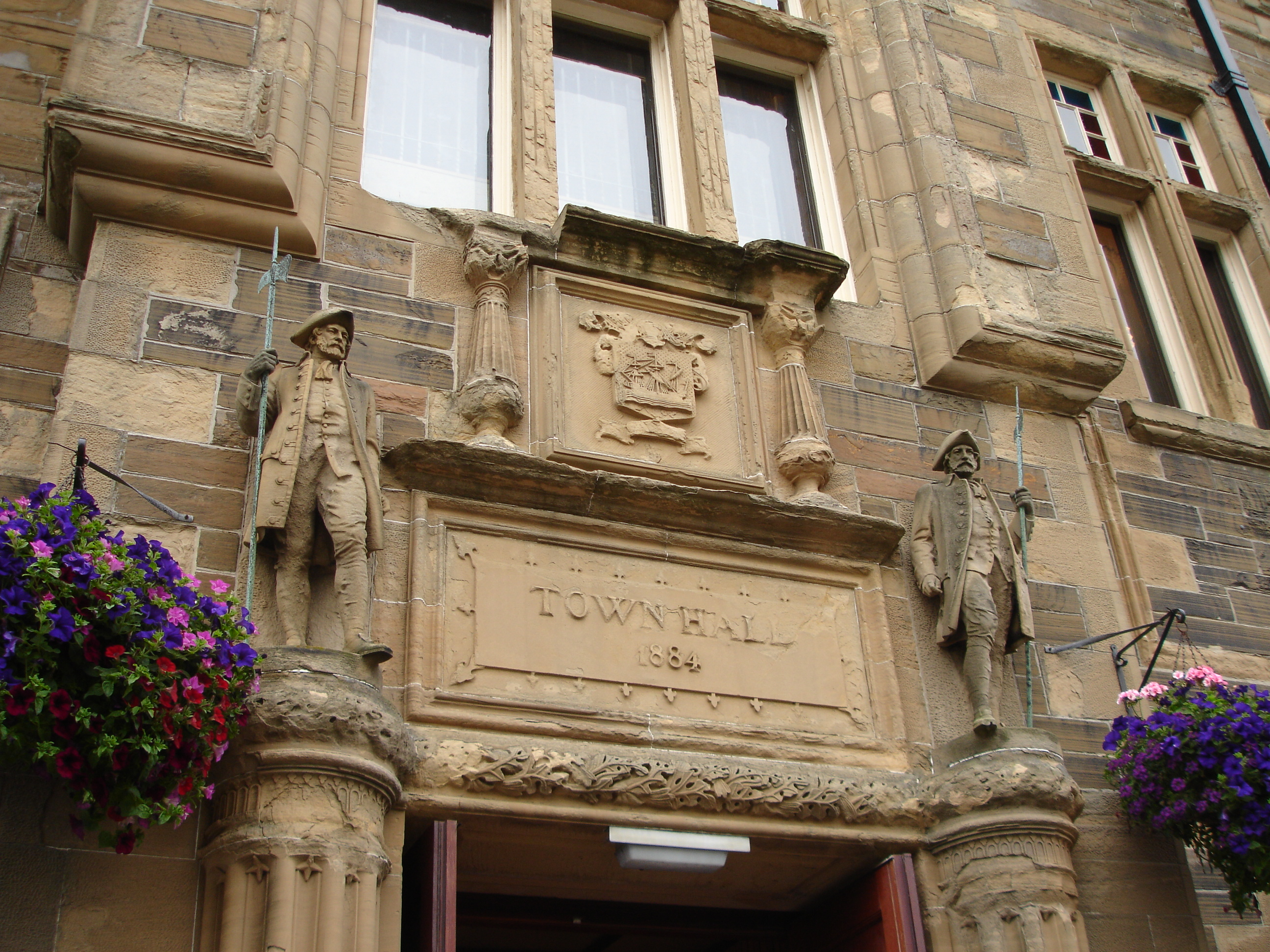
Ayuntamiento de Kirkwall
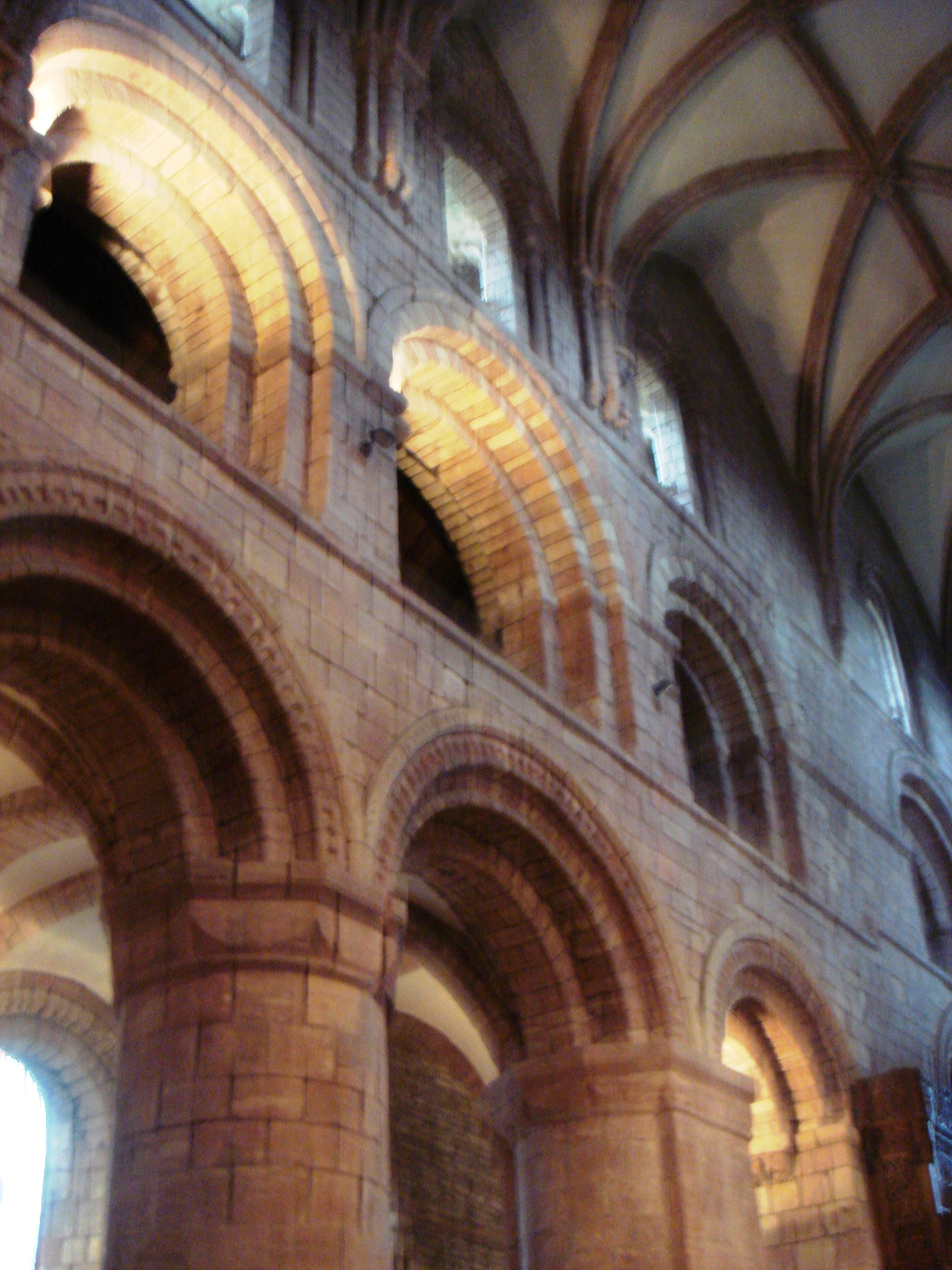
Catedral de San Magnus
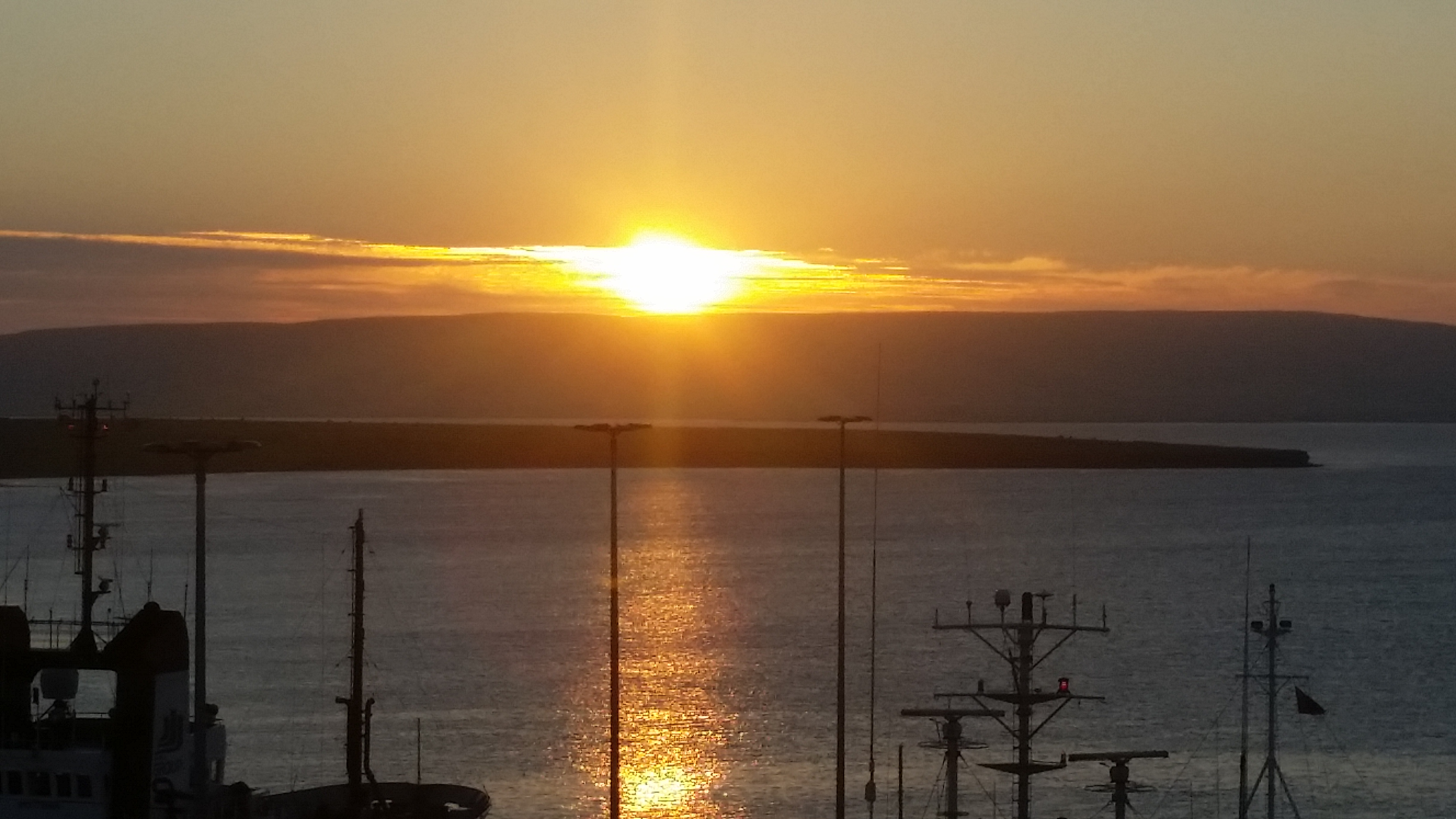